# Palazzo del Trianon (Firenze)
Palazzo del Trianon (o della Rinascente) è un edificio civile del centro storico di Firenze, situato in via degli Speziali 3 angolo piazza della Repubblica 1r-2r-3r-4r-5r-6r-7r. Un angolo del palazzo, con accesso ad alcuni magazzini, si trova anche in piazza dei Tre Re. 

## Storia e descrizione
L'edificio è documentato come eretto su un progetto dell'architetto e ingegnere Luigi Buonamici già redatto nel 1888, e presenta sia su via degli Speziali sia su piazza della Repubblica due fronti identici per disegno e per ampiezza, sviluppandosi ambedue per sette assi organizzati su quattro piani e un ammezzato (alcune tavole di progetto sono conservate presso l'Archivio Storico del Comune di Firenze). Si caratterizza per l'adesione a uno stile neocinquecentesco particolarmente ricco, con profusione di balconi e decori, che un tempo trovavano precisa rispondenza nell'uguale abbondanza di decori degli ambiente terreni (in parte con interventi dovuti allo scultore Vincenzo Rosignoli), originariamente occupati dalle sale del caffè Trianon, inaugurato nel 1893 e chiuso nel 1896 per lasciare il posto a vari magazzini. 

Il palazzo romano della Rinascente

Palazzo di una certa purezza classica e di non oppressive dimensioni fu uno dei primi ad essere ricostruito durante i lavori di risanamento del centro, e fin da principio costituì il punto di maggiore attrazione del pubblico sulla nuova piazza intitolata a Vittorio Emanuele II. Ospitò infatti il celebre caffè-concerto Trianon, luogo di "perdizione" dell'epoca, che al piano inferiore aveva anche una frequentata pista di pattinaggio. Successivamente divenne il più eloquente simbolo della nuova civiltà dei consumi, come sede prima dei grandi magazzini Bocconi, dannunzianamente intitolati poi La Rinascente, e quindi dell'UPIM. 

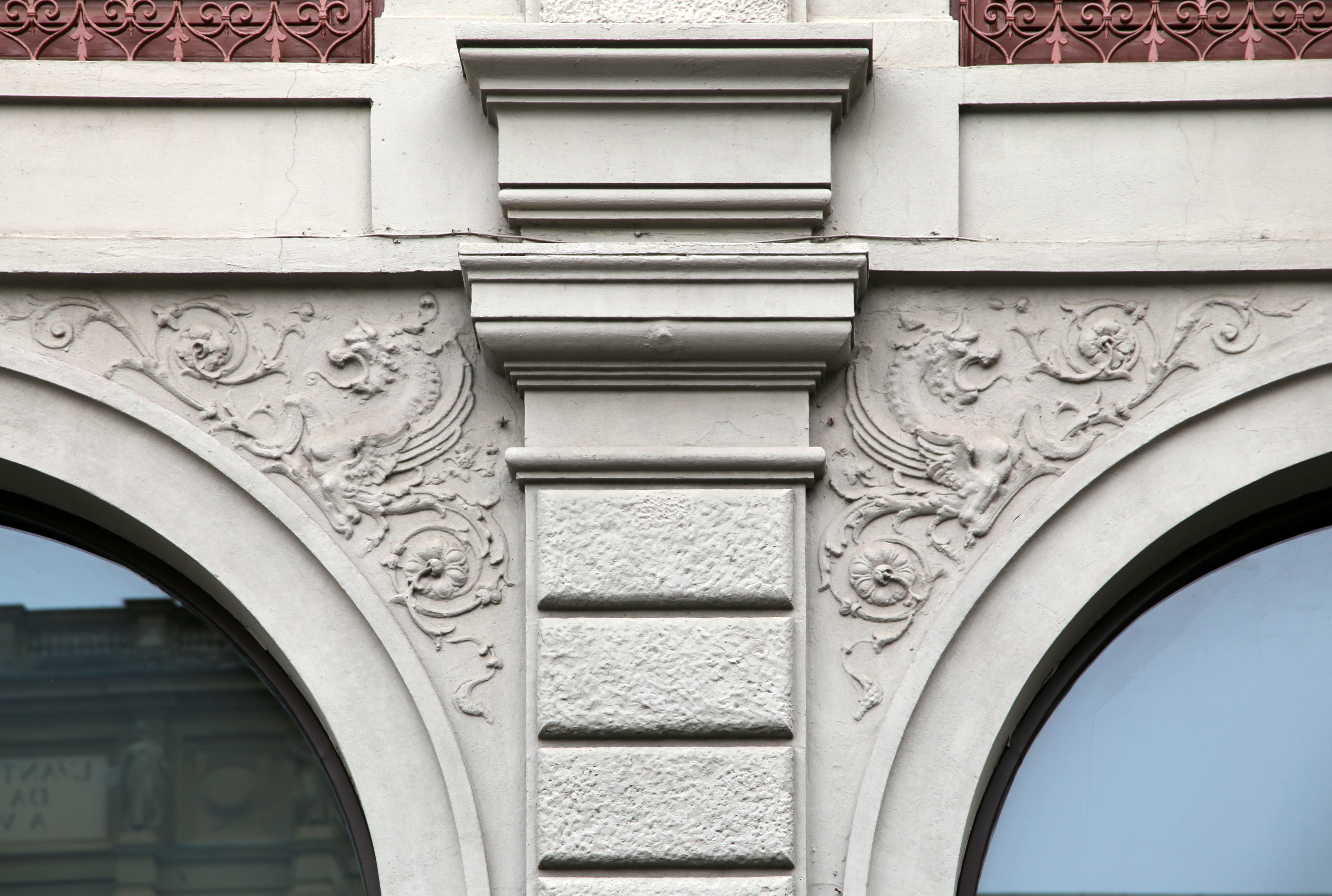
Fregi

"Questo macroscopico blocco quadrato, nel quale si colgono scoperti echi dei modelli degli edifici commerciali americani realizzati solo pochi anni prima dagli architetti della scuola di Chicago, rappresenta una sorta di edificio soprastorico nel quale si mescolano disinvoltamente le più disparate memorie rinascimentali. Su un doppio ordine (piano terreno integralmente a vetrine arcuate e mezzanino scandito da finestrini abbinati ad archivolto di tradizione richardsoniana) si impostano due dilatati livelli di uffici ed un attico, concluso da un ampio cornicione che ricorda vagamente quello di palazzo Strozzi. Le emergenti sfinestrature, condotte nel solco della tradizione neocinquecentesca, sono impaginate in un rigoroso ed elegante scheletro di paraste e di cornici marcapiano impostato sul modello dell'albertiano palazzo Rucellai a ordini differenziati (dorico con roselline il primo piano, ionico il secondo), mentre la fascia soprastante che realizza la saldatura col cornicione è condotta sulla memoria di una tradizione vasariana portata a commistione con la stimolante prassi sullivaniana. Non è da escludersi peraltro anche un diretto ascendente di G. De Angelis e della sua Rinascente romana, realizzata proprio in quegli anni, anche per le caratteristiche dell'impianto distributivo, in entrambi i casi su pianta quadrata. L'effetto risultante, come si comprende bene, è una ingenua e fragile commistione eclettica di stili storici, riassunti e rielaborati estrinsecamente più che realmente assimilati: i due fronti identici, sulla piazza e sulla via Speziali, costituiscono in definitiva due quinte autonome rispetto alla singolarità funzionale del tema (e si noterà che nei riquadri delle vetrine a piano terra compaiono degli intrecciati arabeschi con draghi fiammeggianti che, in clamorosa dissonanza con il rigore dell'assemblaggio stilistico del resto, denunziano nel B. già una timida e irriflessa adesione alle tematiche liberty)". 
Attualmente il palazzo è tornato ad ospitare i grandi magazzini La Rinascente. Per quanto riguarda la sua storia conservativa si ricorda un significativo cantiere volto alla ristrutturazione degli spazi interni e al restauro degli esterni nel 1970, su progetto di Miranda Ferrara, e il più recente intervento di restauro e nuova tinteggiatura delle facciate del 2008.
Presso il n. 3 di via degli Speziali è presente una lapide dantesca, alludente alla corsa dei Barberi, posta originariamente nel 1865 qui ricollocata dopo la costruzione del palazzo del Trianon:
| GLI ANTICHI MIEI ED IO NACQVI NEL LOCO DOVE SI TROVA PRIA L'VLTIMO SESTO DA QVEL CHE CORRE IL VOSTRO ANNVAL GIVOCO DANTE_PARAD · _ XVI_40-42_ |

Il 12 aprile 2023 sul palazzo, presso l'angolo con via degli Speziali, è stata posta una lapide che ricorda tre vittime della polizia di Stato cadute in questa piazza durante il servizio.
| __________________ IL COMUNE DI FIRENZE E LA POLIZIA DI STATO IN RICORDO DI Giuseppe Cangiano Commissario di Pubblica Sicurezza Medaglia d'Argento al Valor Civile Luciano Luciani Maresciallo di Pubblica Sicurezza Luigi Spina Vice Brigadiere di Pubblica Sicurezza CADUTI NELL'ADEMPIMENTO DEL DOVERE FIRENZE 12 aprile 2023 |

Giuseppe Cangiano cadde il 29 agosto 1920, durante un comizio socialista a sostegno della Rivoluzione russa degenerato in scontri tra le forze dell'ordine e i manifestanti, assieme a due dimostranti. Luciano Luciani e Luigi Spina furono giustiziati dai partigiani poco dopo la liberazione di Firenze, il 18 agosto 1944, in quanto rappresentanti della Repubblica Sociale Italiana.